# Pardosa littoralis
Pardosa littoralis là một loài nhện trong họ Lycosidae.
Loài này thuộc chi Pardosa. Pardosa littoralis được Richard C. Banks miêu tả năm 1896.